# María Elena Gallego
María Elena Gallego (Nogales, Sonora) es empresaria mexicana. Presidenta y directora general de Collectron International Management, Inc. Fue nombrada una de las "50 mujeres más poderosas de México" 2010 por CNN en Expansión. Ha impulsado el establecimiento de 225 empresas en México en las industrias de electrónica, aeroespacial, automotriz, energía renovable, automotriz, dispositivos médicos, entre otros giros; generando 450 mil empleos directos, exportando 600 millones de dólares al año en representación de 30 cliente.

## Biografía
Es ciudadana mexicana y estadounidense, nació en Nogales Sonora, es hija de padres mexicanos. A los 17 años trabajo en bienes raíces, como contratista independiente, remodelada y vendía casas, y en 1982, se presenta con el Sr. Gustavo Rigoli y con 22 años comienza a trabajar en Grupo Collectron, una compañía dedicada a dar servicio a firmas del sector maquilador que quieren venir a México a instalarse. Empezó como recepcionista en la empresa   hoy es dueña, presidenta y directora general.
Fue colaboradora de varias las áreas de la compañía como: aduanas, recursos humanos, desarrollo organizacional, medio ambiente y operaciones. En 1986 se convirtió en la gerente general y ocho años más tarde fue elegida presidente de la empresa. En 2014, Gallego compró Grupo Collectron, y desde entonces también actúa como su CEO.

## Actividad Profesional
Participaciones, premios o reconocimientos entre los que destacan:
- Presidenta del Consejo Empresarial de Nogales, Sonora.[6]
- Premio a la Empresaria del Año por la Cámara Nacional de la Industria y la Transformación (Canacintra) delegación Hermosillo.[7]
- Reconocida entre las 50 mujeres más poderosas de México, ocupando la posición 36 en el año 2011, en la revista CNN Expansión.[8]
- Reconocimiento por el Gobierno municipal de Nogales y Canacintra delegación Nogales.[9]
- Reconocimiento Estatal a la Excelencia Empresarial 2007 en Sonora.[10]